# Козак Ярослав Миколайович
Ярослав Миколайович Козак (нар. 12 квітня 1967, Львів) — радянський та український футболіст, що грав на позиції нападника. Відомий за виступами у низці українських команд різних ліг, виступав також у польському клубі «Хемік» із Бидгоща.

## Клубна кар'єра
Ярослав Козак народився у Львові, а дорослу футбольну кар'єру молодий футболіст розпочав у 1985 році у клубі другої ліги «Торпедо» з Луцька, де відразу ж став одним із основних гравців, зігравши за сезон 39 матчів, у яких відзначився 5 забитими м'ячами. Наступного року Ярослав Козак зіграв за луцький клуб 34 матчі, у яких відзначився 2 забитими м'ячами. Наступного року футболіста призвали до лав Радянської Армії, і військову службу він проходив у аматорських клубах «Зірка» (Львів) та «Іскра» (Буськ). У 1988 році повернувся до «Торпедо» Наступного року луцька команда повернула собі історичну назву «Волинь». У чемпіонському для волинян сезоні футболіст зіграв 23 матчі, та відзначився 1 забитим м'ячем, та отримав разом із іншими гравцями команди золоті медалі переможців чемпіонату УРСР. У 1990 році Ярослав Козак стає гравцем рівненського «Авангарду», за який відіграв 35 матчів, а у 1991 році переходить до клубу з рідного міста — «Карпат». У першому ж сезоні за клуб у чемпіонаті СРСР «Карпати» стають переможцями зонального турніру буферної зони другої ліги, а Ярослав Козак у цьому сезоні стає кращим бомбардиром львів'ян із 10 забитими м'ячами. Наступного року Ярослав Козак у складі «Карпат» дебютує у вищому дивізіоні українського футболу, та став у першому чемпіонаті України кращим бомбардиром «Карпат» із 5 забитими м'ячами. Футболіст грав у головному львівському клубі до кінця 1992 року, а на початку наступного року поїхав на футбольні заробітки до сусідньої Польщі, де протягом року грав за нижчоліговий клуб «Хемік» із Бидґоща. На початку 1994 року Ярослав Козак повернувся до Львова, і розпочав виступи за недавно створений футбольний клуб «Львів». Із цим клубом футболіст піднявся із перехідної до другої ліги, та грав у ньому до кінця квітня 1995 року, а з травня до червня 1995 року зіграв 3 матчі за вищоліговий клуб СК «Миколаїв». З початком сезону 1995—1996 Ярослав Козак повернувся до «Львова», та грав у ньому цього разу лише півроку, і знову на рік відбув до бидгощського «Хеміка». на початку 1997 року футболіст повернувся до України, де став гравцем рівненського «Вереса», який на той час уже грав у першій лізі, проте Ярослав Козак не зумів допомогти команді уникнути вильоту до другого дивізіону. У дугій лізі Козак грав за рівненську команду ще півтора року, а з початку 1999 року перейшов до складу іншої друголігової команди — «Газовика» із Комарно, у якому і закінчив виступи на футбольних полях у кінці 2000 року.

## Досягнення
- Переможець Чемпіонату УРСР з футболу 1989, що проводився у рамках турніру в шостій зоні другої ліги СРСР.